# شهر در آتش
شهر در آتش (به انگلیسی: City on Fire) یک فیلم جنایی و اکشن هنگ کنگی محصول سال ۱۹۸۷ به کارگردانی رینگو لام با بازی چو یون فات است.

## بازیگران فیلم
- چو یون فات در نقش چای چو
- دنی لی سئو یین در نقش فو
- سان یوه در نقش بازرس لئو / عمو کونگ
- کری ان جی در نقش هونگ
- روی چونگ در نقش بازرس جان چان
- ماریا کوردراو در نقش خواننده
- فونگ یو در نقش چوآ نام
- ویکتور هان در نقش بیل
- کن لاو در نقش بازرس چو
- الویس تسوی در نقش چان کام وه
- تامی وانگ کوانگ-لونگ در نقش کوانگ
- چنگ مانگ هات در نقش مادربزرگ کو چو
- پارکمن وانگ در نقش کارآگاه
- جسیکا چو در نقش لیلی
- رینگو لام
- جو چو در نقش جو
- چان چی فای
- ویلیام کو کا-کوی در نقش رئیس باشگاه شبانه

## فیلمبرداری
فیلمبرداری در سال ۱۹۸۶ در هنگ کنگ آغاز شد و در طول فصل کریسمس به پایان رسید.